# Cây huê xà
Cây huê xà là một bộ phim truyền hình được thực hiện bởi Hãng phim Giải Phóng cùng Saigon Film, do Xuân Cường làm đạo diễn. Phim được Phạm Thùy Nhân chấp bút, kịch bản dựa theo truyện ngắn cùng tên của nhà văn Sơn Nam. Phim lần đầu phát sóng ngày 5 tháng 10 năm 2002, trong chương trình Điện ảnh chiều thứ bảy trên kênh VTV3.

## Nội dung
Bối cảnh phim đặt tại ngôi làng nơi có một con rắn được gọi là "mãng xà vương" đã cắn chết nhiều người. Ông Hai, một người chuyên bắt rắn và Năm Điền được mời để trị con “mãng xà vương” này. Thầy Hai đã bắt được “mãng xà vương” nên uy tín lên rần trời. Năm Ðiền ghen tức và nghĩ mưu kế lấy bí kíp của thầy Hai. Năm Ðiền tạo điều kiện cho Lợi (con trai ông Hai) đến nhà chơi với Lài (con gái Năm Điền). 
Từ Lợi, Năm Điền khai thác được bài thuốc bí truyền của thầy Hai, trong đó có bài thuốc được bào chế từ "cây huê xà". Tuy vậy, ông không tin loài cây này có tác dụng thật và thầy Hai gài bẫy mình. Và cuối cùng,  Năm Điền bị rắn độc cắn chết vì bài thuốc thiếu vị cây huê xà.
Biên kịch Phạm Thùy Nhân đã thay đổi cái kết khi không để Lài tự tử theo cha, mà để cô sống và lấy Lợi, kết thúc mâu thuẫn giữa hai gia đình.

## Diễn viên
- Hứa Vĩ Văn trong vai Lợi[3]
- Nguyệt Nhi trong vai Yến
- Tường Vân
- Lê Bình trong vai ông Hai
- Thương Tín trong vai Năm Ðiền
- Thành Lũy trong vai cậu Bảy
- Tạ Nghi Lễ trong vai Tám bí thư
- Huỳnh Quốc Thái

## Giải thưởng
| Năm  | Giải thưởng         | Hạng mục   | Đề cử | Kết quả       | Nguồn |
| ---- | ------------------- | ---------- | ----- | ------------- | ----- |
| 2003 | Giải Cánh diều 2002 | Phim video | —     | Cánh diều Bạc | [ 4 ] |